# گلابی سفید

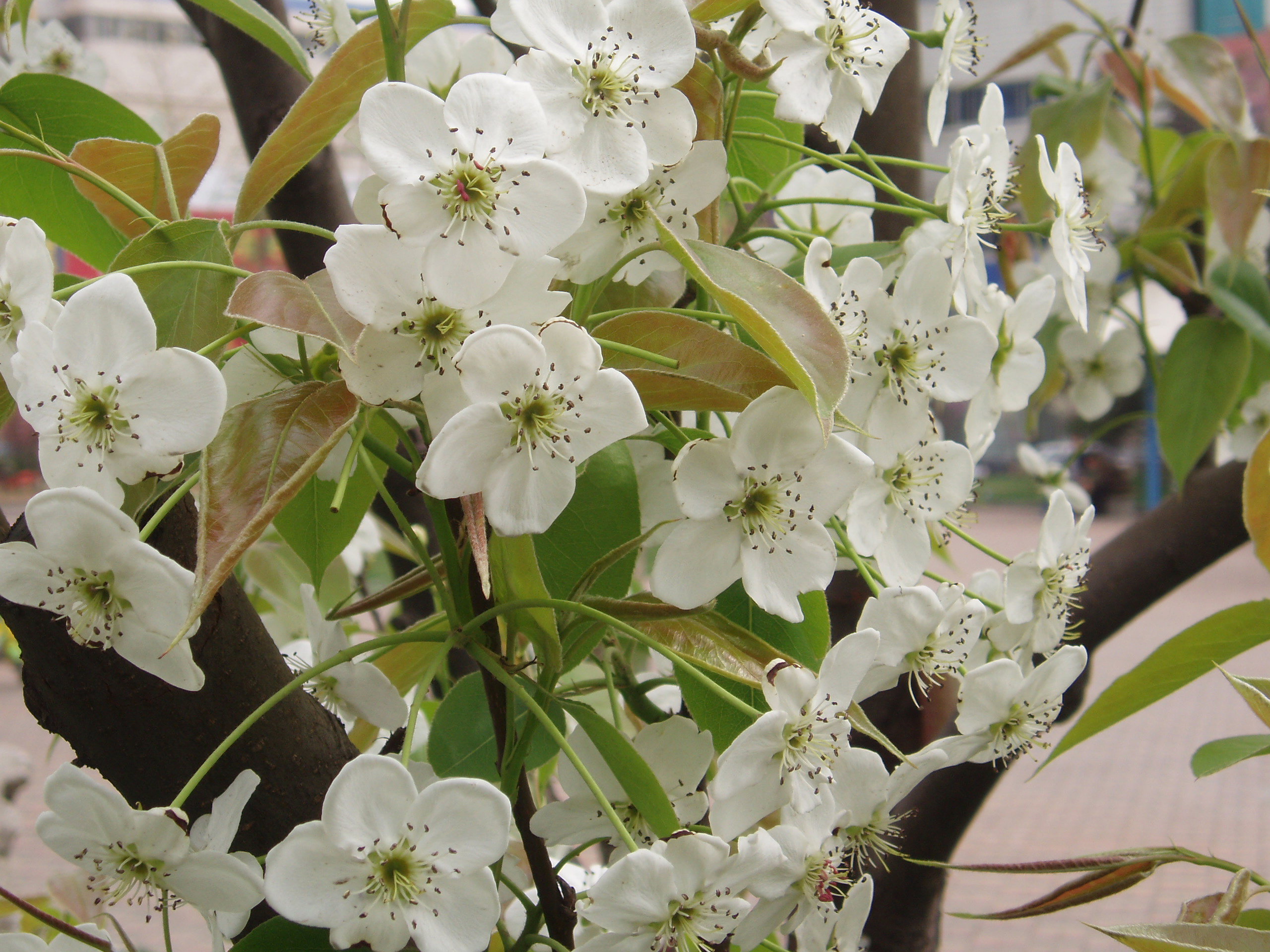
گل گلابی سفید چینی

گلابی سفید (به انگلیسی: Pyrus bretschneideri یا White Pear)، گلابی یا مروارید یا گلابی سفید چینی (چینی: 白梨; پین‌یین: báilí)، یک گونه ترکیبی خاص از گلابی بومی شمال چین است، که در آنجا به دلیل میوه خوراکی آن بسیار پرورش داده می‌شود.
شواهد ژنتیکی مولکولی اخیر برخی ارتباطات با گلابی سیبری ( به انگلیسی: Pyrus ussuriensis ) را تأیید می‌کند، اما همچنین می‌تواند به عنوان زیرگونه‌ای از گلابی آسیایی (Pyrus pyrifolia) طبقه‌بندی شود.
در کنار ارقام گلابی آسیایی و گلابی سیبری، این میوه با نام گلابی نَشی نیز شناخته می‌شود.  این گلابی‌های سفید تا زرد روشن که بسیار آبدار نیز هستند، برخلاف گلابی‌های نَشی گرد (گلابی آسیایی) که در شرق آسیا نیز رشد می‌کنند، بیشتر شبیه گلابی اروپایی (Pyrus communis)، به سمت انتهای ساقه باریک می‌شوند. یا لی (چینی: 鸭梨; پین‌یین: yālí) ، به معنای لغوی اردک گلابی به دلیل شکل آن، یکی از ارقامی است که به طور گسترده در چین رشد می‌کند و به سراسر جهان نیز صادر می‌شود. گلابی‌های یا مزه‌ای مانند گلابی اما ملایم‌تر دارند، نسبت به گلابی تردتر، دارای آب بیشتر و محتوی قند کمتری هستند.

## گلابی سفید در ایران
گونه‌ای از گلابی سفید که در مرکز ایران، استان اصفهان، شهرستان خمینی شهر می‌روید، میوه‌ای است سخت با طعم متمایل به ترشی و شیرینی.

## نگارخانه

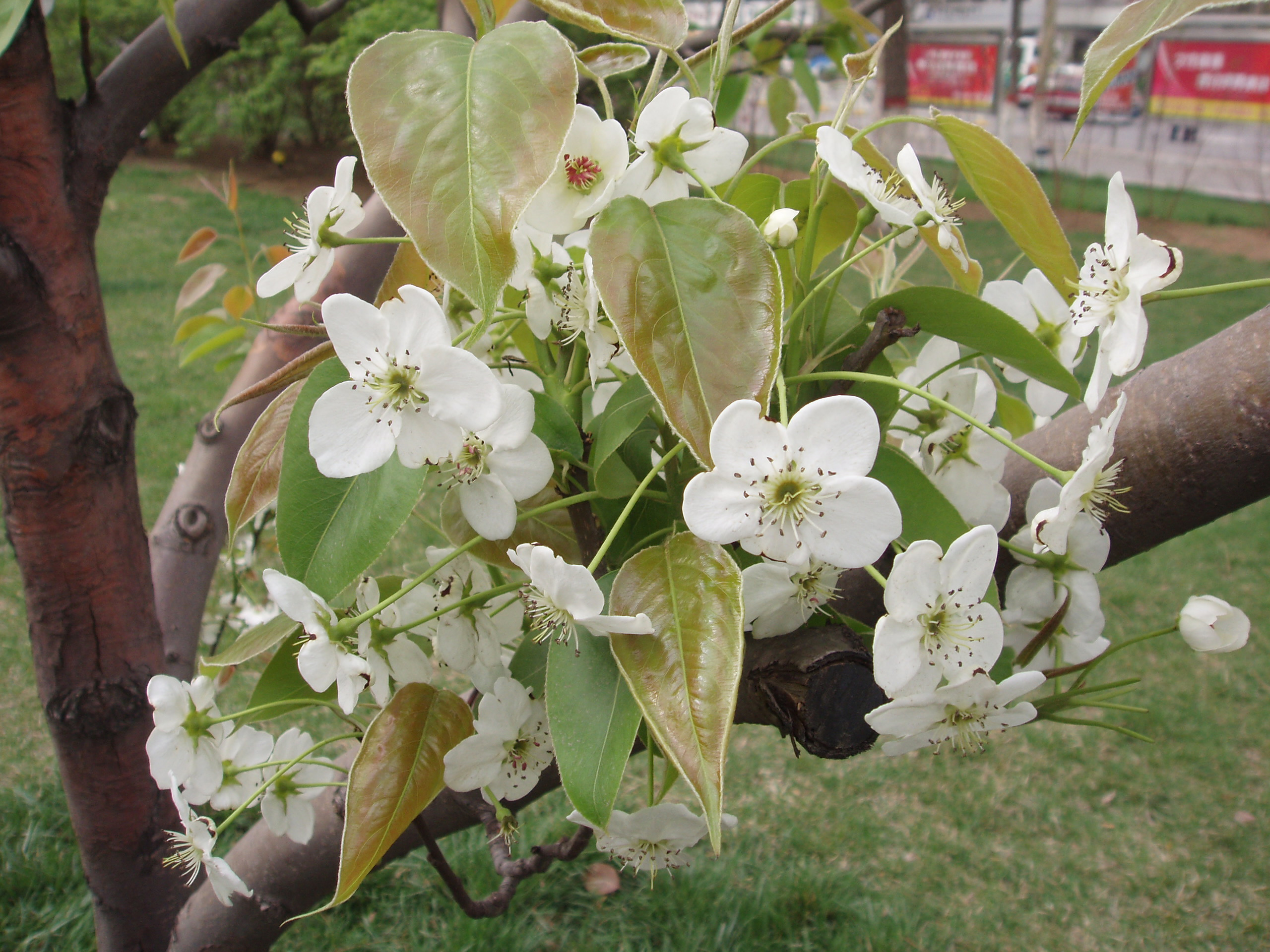
شکوفه گلابی سفید
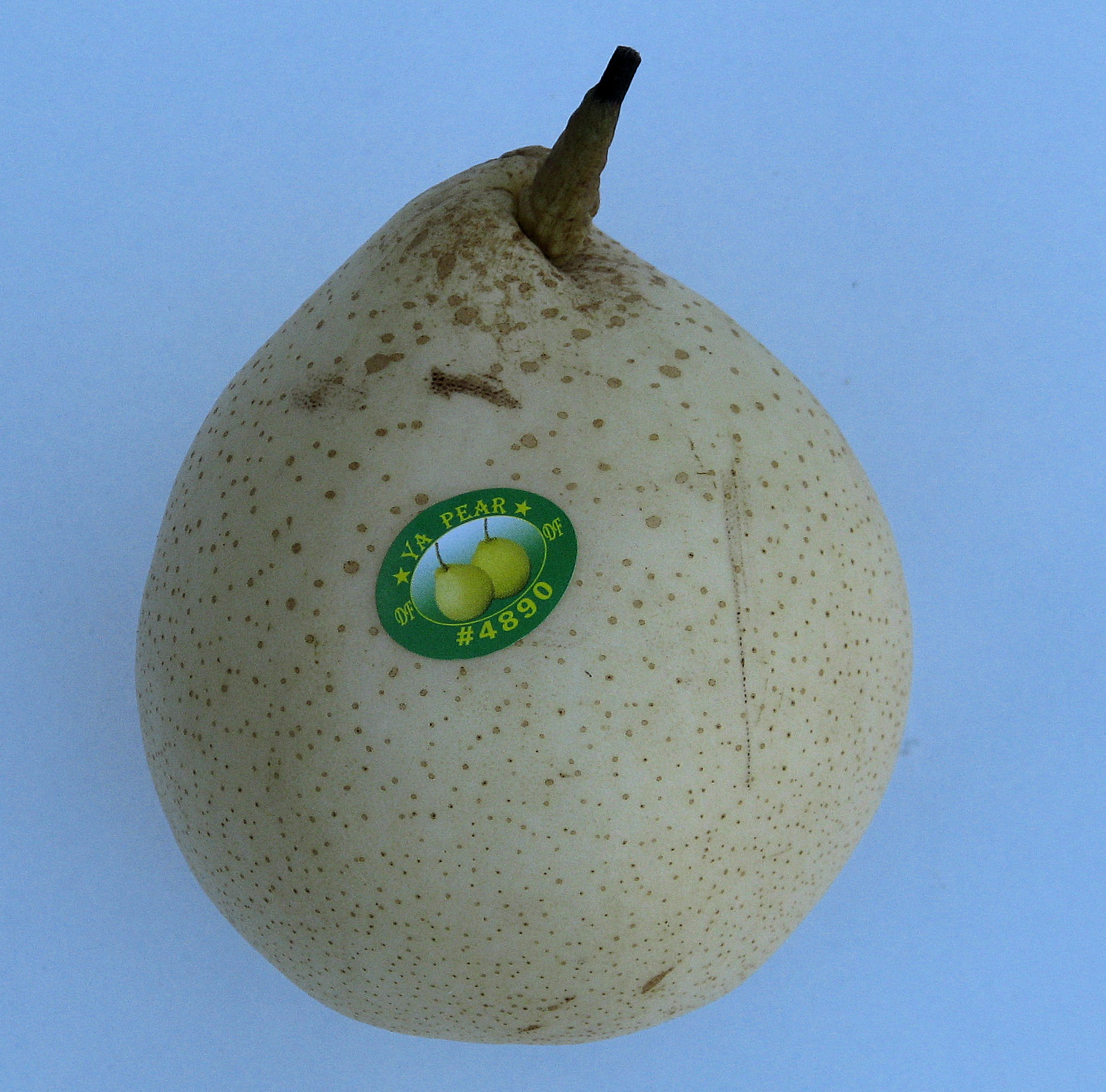
گلابی سفید
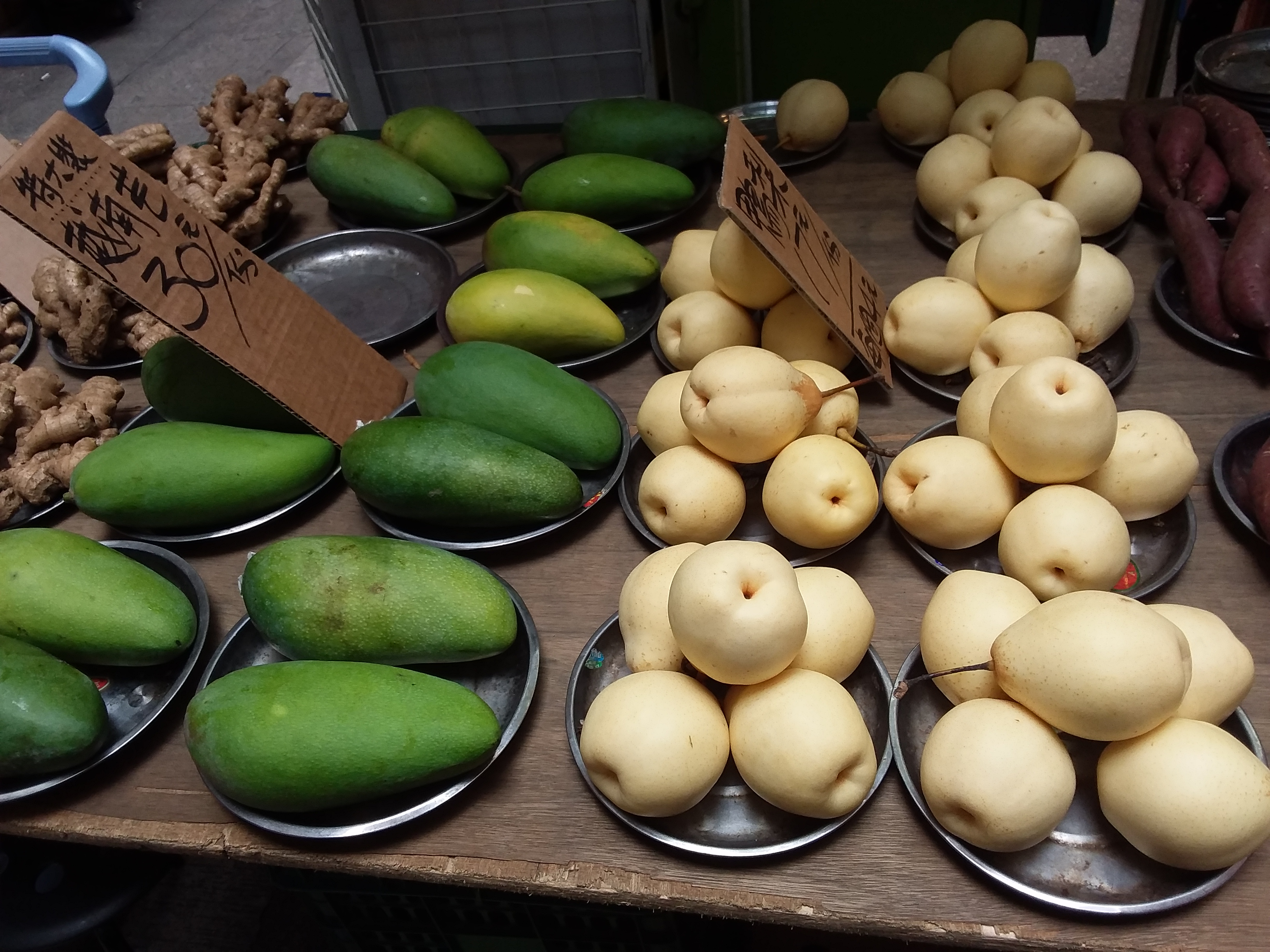
گلابی سفید در بازار های چین